# 馬里奧拉山脈
馬里奧拉山脈（西班牙語：Parque natural de la Sierra de Mariola），是西班牙的山脈，屬於貝蒂科山脈的一部分，海拔高度超過1,000米，最高點海拔高度1,389米，由地中海式氣候影響，山體由石灰岩組成。